# Moderato
Moderato (del italiano, moderado) es un término musical que hace referencia a una indicación de tempo moderado. 
Con movimiento a velocidad intermedia (80 negras por minuto) entre el andante (60 negras por minuto) y el allegretto (100 negras por minuto).
En 1950 moderato equivalía un tempo de 80 negras por minuto. En los metrónomos electrónicos de fines del siglo XX moderato indicaba desde 84 hasta 108 negras por minuto (o sea una media de 96). Actualmente se sigue considerando que moderato se encuentra alrededor de las 80 negras por minuto.
El término moderato también se usa después de otra indicación de movimiento (velocidad); por ejemplo allegro moderato implica un allegro más moderado, para que el término allegro no sea tomada con su sentido expreso.